# Crasimorpha infuscata
Crasimorpha infuscata là một loài bướm đêm thuộc họ Gelechiidae. It is bản địa của Brasil, nhưng đã được du nhập có mục đích vào Hawaii giai đoạn 1960-1961 để kiểm soát berry Giáng sinh.
Ấu trùng ăn Schinus terebinthifolius. 